# Komuna e Vaqarrit
Komuna e Vaqarrit är en kommun i Albanien.   Den ligger i prefekturen Qarku i Tiranës, i den centrala delen av landet, 7 km sydväst om huvudstaden Tirana.
```
Runt Komuna e Vaqarrit är det tätbefolkat, med 
570
 invånare per kvadratkilometer.
[
2
]
```